# Thành thục về tính ở động vật
Thành thục về tính ở động vật là tuổi (thời kỳ) một con đực hay một con cái đạt được mức độ thành thục tính dục, khi đó có khả năng giải phóng giao tử (trứng hoặc tinh trùng) và biểu lộ toàn bộ hệ quả của tập tính sinh dục (động dục, chịu đực, giao phối, xuất tinh...). Thông thường, tuổi thành thục về tính khi cơ thể động vật đạt trọng lượng, tầm vóc 30 - 70% lúc thành thục về thể vóc. Tuổi thành thục về tính ở con cái thường sớm hơn con đực. Ví dụ, trâu cái thành thục khi đạt 18 - 24 tháng tuổi, trong khi đó trâu đực thành thục về tính khi 20-30 tháng tuổi. Các giống khác nhau thì tuổi động dục khác nhau. Thường giống gà hướng trứng thành thục hơn giống gà hướng thịt. Động vật được nuôi dưỡng tốt sẽ thành thục sớm hơn động vật cho ăn uống kham khổ, không đầy đủ và cân đối dinh dưỡng.

## Bài liên quan
- Thành thục về thể vóc ở động vật